# 赵芬
趙芬（518年—594年），字士茂，天水郡西县（今甘肃省天水市秦州区）人，西魏、北周、隋朝官员。

## 生平
十一世祖赵融，字稚长。高祖赵温，曾祖赵琰，祖赵宾育，父亲魏秦州刺史赵演。
趙芬少有辩智，涉猎经史。宇文泰召为相府鎧曹参軍、記室，转外兵，迁内书舍人、尚书兵部郎。北周受禅，除冬官府司邑大夫，又为陕州总管府长史。加仪同三司，仍长史。徵入朝，历御伯纳言。
得降附2000户归順，加開府儀同三司之位。大冢宰宇文护召为中外府掾，转任吏部下大夫。北周武帝開始親政，受内史下大夫之位，转任少御正，後为天官府司会，春官府司宗，治夏官府司马。申国公李穆討北齐，召为行軍長史、封淮安县开国子。先后出任熊州、淅州刺史，东夏平，授相州天官府司会，进爵为侯。大象元年（579年），置六府于洛阳，除東京少宗伯，駐屯洛陽，摄夏官府事。
580年，楊堅为北周丞相，尉迟迥与司馬消難计划叛乱有使者往来，趙芬察知，報告楊堅。楊堅親任趙芬为上开府，進爵位为淮安县公。581年，隋朝建国，任东京（洛阳）尚書左僕射，封淮安郡开国公。同年东京罢，授京省尚书右仆射。与郢国公王誼改正律令，583年兼内史令。开皇五年（585年）出任蒲州刺史，加金紫光禄大夫之位，監督关東運河交通。数年後，上表请求退休，被召還長安，以大将军、淮安公归第，开皇十四年（594年）二月十二日在京师长安太平里府第去世，年七十七，谥号曰定。

## 子女
- 尉迟廓（560年-577年），字元伟，开府仪同大将军，熊淅二州刺史，少宗伯淮安侯之世子也。本姓赵氏，汉幽州刺史融之后，周初赐姓尉迟，祖演，仪同三司，秦州刺史。年十八，以建德六年正月十九日终于淅州。大象元年岁次己亥十月廿六日，葬于京师城南小陵原。
- 趙元恪（後嗣。揚州总管司馬。左遷候衛長史）
- 趙元楷（历陽郡丞、江都郡丞兼江都宮使）
  - 趙崇嗣，元楷子，子赵勔，有墓志出土。

## 传記資料
- 《隋書》卷四十六 列传第十一
- 《北史》卷七十五 列传第六十三
- 《日藏弘仁本文馆词林校证》：《大将军赵芬碑铭一首并序》

## 外部連結
[在维基数据编辑]
 《北史·卷075》，出自李延壽《北史》
 《隋書·卷46》，出自魏徵《隋书》

| 前任： 赵煚 | 隋朝尚书右仆射 581年—584年 | 繼任： 虞庆则 |